# Monument istoric

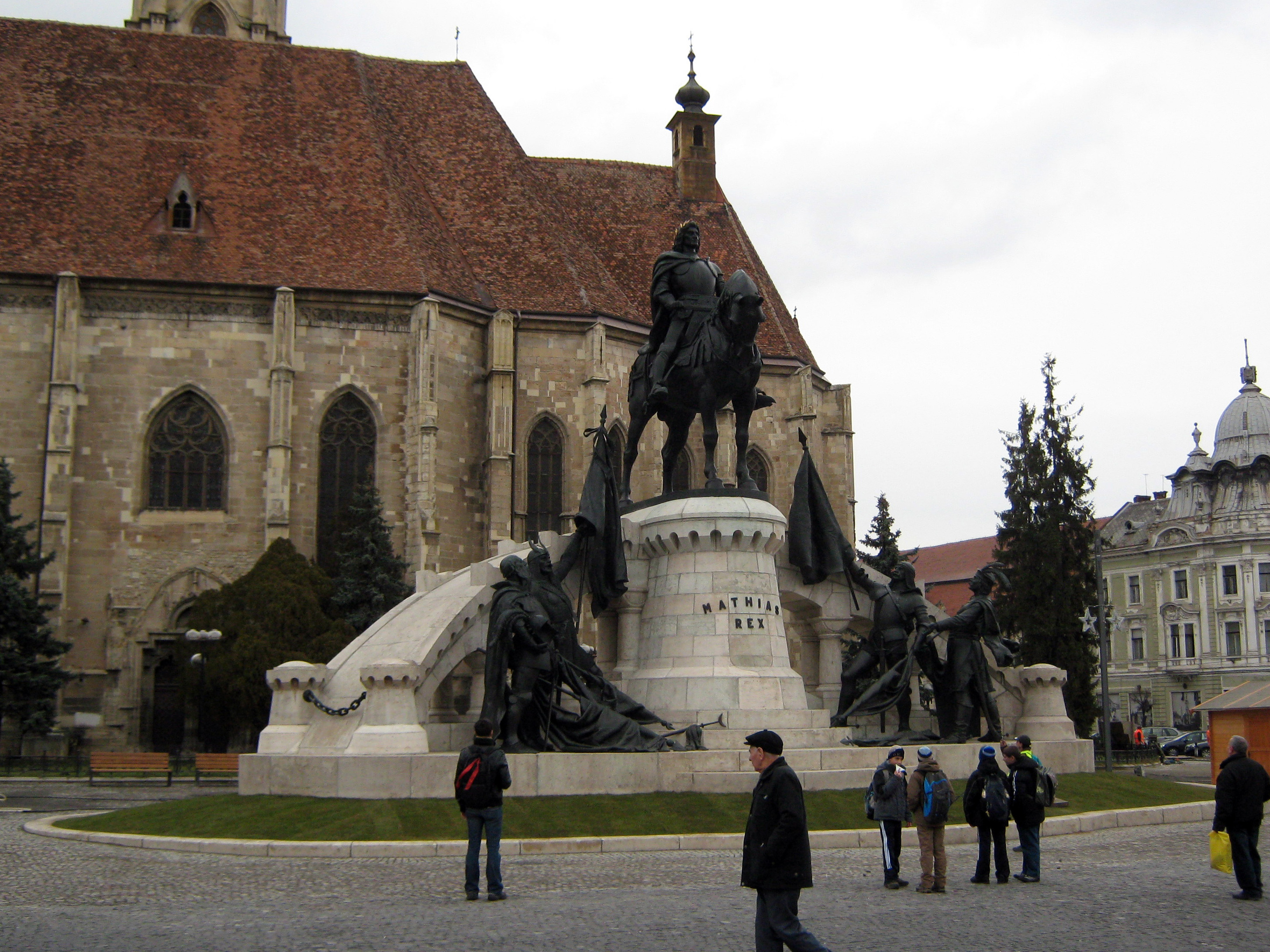
Monument istoric din Cluj

Un monument istoric este o operă de sculptură sau de construcție arhitectonică de proporții mari sau de o deosebită valoare, destinată să perpetueze amintirea unui eveniment sau a unei personalități remarcabile. 